# Spildevandsovervågning
Spildevandsovervågning er en proces til overvågning af spildevand for forurenende stoffer. Kan blandt andet anvendes til bioovervågning, til at spore tilstedeværelsen af patogener i lokale populationer,
og til at påvise tilstedeværelsen af psykoaktive stoffer.
Et eksempel er brugen af spildevandsovervågning til at spore tilstedeværelsen af SARS-CoV-2-virus i populationer under Coronaviruspandemien i 2019-2020.
I en undersøgelse viste overvågning af spildevand tegn på SARS-CoV-2 RNA, før der blev fundet tilfælde i den lokale befolkning.